# شون هيكي
شون هيكي (بالإنجليزية: Sean Hickey)‏ هو ملحن أمريكي، ولد في 1970 في ديترويت في الولايات المتحدة.

## روابط خارجية
- شون هيكي على موقع IMDb (الإنجليزية)
- شون هيكي على موقع ميوزك برينز (الإنجليزية)
- شون هيكي على موقع أول ميوزيك (الإنجليزية)